# Шудрик Олександр Михайлович
Олекса́ндр Миха́йлович Шу́дрик (нар. 31 січня 1954, Іскітим, СРСР) — радянський футболіст, що виступав на позиції захисника. Найбільше відомий завдяки виступам у складі сімферопольської «Таврії», керченського «Океана», читинського «Локомотива» та низки інших радянських клубів. Після завершення кар'єри гравця розпочав тренерську діяльність. З середини 90-х років XX сторіччя працював в Україні. Очолював сімферопольську «Таврію», «Кримтеплицю» та інші клуби.

## Життєпис
Виступав також за читинський «Локомотив», іркутську «Зірку», керченський «Океан» і севастопольську «Атлантику».
На тренерській ниві відомий по роботі з російською «Зорею» (Ленінськ-Кузнецький), молодіжненською «Кримтеплицею», сімферопольськими «Метеором» і ФК «ІгроСервіс», мелітопольським «Олкомом» і красноперекопським «Хіміком». Відкрив для великого футболу таких гравців, як Сергій Леженцев, Андрій Тарахтій, Сергій Кормільцев та Олексій Смертін. З січня по вересень 2010 року працював старшим тренером молодіжного складу «Таврії». З вересня по грудень 2010 року — тренер основної команди.

## Досягнення
- Чемпіон першої ліги чемпіонату СРСР (1): 1980